# Spațiu geografic greu de definit, căruia, momentan, îi spunem Delta
Spațiu geografic greu de definit, căruia, momentan, îi spunem Delta este un film românesc din 2016 regizat de Sebastian Mihăilescu. Rolurile principale au fost interpretate de actorii Constantin Florescu, Andrei Ciopec.

## Distribuție
Distribuția filmului este alcătuită din:
- Constantin Florescu — Tăutu
- Andrei Ciopec — Bebe